# تششمهبهن عليشاه (مقاطعة غيلانغرب)
تششمهبهن‌عليشاه (بالفارسية: چشمه‌پهن‌علیشاه) هي قرية تقع في كرمانشاه في إيران. يقدر عدد سكانها بـ 134 نسمة بحسب إحصاء 2016.